# ASTRO-H
De ASTRO-H (ook bekend onder de naam Next, wat staat voor New X-ray Telescope) was een satelliet, bedoeld voor röntgenastronomie, van JAXA. De lancering in een 550 km hoge baan om de Aarde vond plaats op 17 februari 2016, 17:45 Japanse standaardtijd (08.45 UTC). De satelliet werd gelanceerd door een H-IIA-raket vanuit het Tanegashima Space Center. Oorspronkelijk was de lancering gepland voor 12 februari maar ze werd uitgesteld omwille van de slechte weersverwachting.
Na de lancering werd de satelliet herdoopt in "Hitomi" ("oogpupil"), niettegenstaande er reeds een andere Japanse satelliet met die naam in omloop was, namelijk PRISM (Picosatellite for Remote-sensing and Innovative Space Missions), een kleine satelliet van de Universiteit van Tokio.
De satelliet woog 2,7 ton en was daarmee het zwaarste astronomische project van Japan tot dan toe.

## Missieverloop
Na een testfase van 3 maanden zou de wetenschappelijke missie drie jaar duren. Tijdens de testperiode, op 25 maart 2016, deed zich echter een ernstig incident voor. Bij het observeren van een quasar in een Markarian-sterrenstelsel begon de satelliet plotseling te tuimelen en op 26 maart viel hij gedeeltelijk uiteen. Vanop de aarde werden elf brokstukken gedetecteerd. Het signaal van de satelliet stopte definitief op 28 maart.
JAXA hoopte dat, wanneer de tuimeling uiteindelijk vertraagde, het nog mogelijk zou zijn om communicatie met het ruimtetuig te herstellen en alsnog iets van de missie te redden. Dit lukte echter niet, de missie moest worden opgegeven.

## Instrumenten
ASTRO-H/Hitomi was een astronomisch ruimteobservatorium met vier röntgentelescopen aan boord:
- SXT-1: een telescoop die werkt in het bereik van 0,3 tot 12 keV (zachte röntgenstraling), met een camera uitgerust met een 6,5-megapixel CCD. De hoekresolutie is ongeveer 100 boogseconden.
- SXT-2: werkt in hetzelfde bereik als SXT-1 maar heeft in plaats van een camera de SXS (Soft X-Ray Spectrometer), die gebruikmaakt van microcalorimetrie. De temperatuur van de sensor is gekoeld tot vlak bij het absolute nulpunt. Door de kleine temperatuursveranderingen te meten die invallende röntgenstralen veroorzaken kan de energie ervan met een hoge resolutie bepaald worden. Het koelsysteem werd ontwikkeld door Japan en de Verenigde Staten (NASA). Het filterwiel dat de intensiteit van de röntgenstralingsbron kan aanpassen, evenals de ijkbron van de röntgenspectrometer zijn ontwikkeld in Nederland (SRON) en Zwitserland (Universiteit van Genève).[4] Het filterwiel voorkomt dat de spectrometer overbelast raakt bij sterke astronomische röntgenbronnen. De ijkbron maakt het mogelijk te corrigeren voor instabiliteiten in de spectrometer. Deze componenten zijn essentieel om de ruimtetelescoop zowel grote sterrenkaarten te kunnen laten maken als uiterst nauwkeurige spectra van objecten in het jongste heelal, zoals restanten van supernova’s, te laten meten.
- HXT-1 en HXT-2: twee telescopen in het bereik van harde röntgenstraling (5 tot 80 keV), met een brandpuntslengte van 12 meter. Dat betekent dat hun camera's op een uitschuifbare balk, de Extensible Optical Bench (EOB) zijn gemonteerd die na de lancering wordt uitgeschoven.
- Daarnaast waren er nog twee Soft Gamma-ray Detectors (SGD) aan boord. Deze detecteren gammastralingsfotonen in het gebied van 40 tot 600 keV, zonder echter gebruik te maken van een telescoop. Ze kunnen dus geen opnamen maken van de bron van de stralen.